# Billel Omrani
Billel Omrani (ur. 2 czerwca 1993 w Forbach) – algierski piłkarz francuskiego pochodzenia, występujący na pozycji napastnika. W swojej dotychczasowej karierze grał też w Olympique Marsylia, AC Arles-Avignon, CFR Cluj, FCSB, Petrolulu Ploeszti, Wisła Kraków.

## Kariera klubowa
Omrani swoją karierę rozpoczynał w juniorskich klubach: Merlebach i Gymnastique Marienau. W 2007 roku dołączył do Olympique Marsylia, w której gra do dziś. 19 marca 2011 podpisał swój pierwszy profesjonalny kontrakt. Został włączony do pierwszej drużyny przed sezonem 2011/2012. Zadebiutował 2 października w meczu ligowym z Brest.
Omrani po raz pierwszy przeniósł się za granicę, podpisując we wrześniu 2016 roku kontrakt z rumuńskim zespołem CFR Cluj. 13 września 2022 roku podpisał roczny kontrakt z opcją na kolejne dwa lata z FCSB. 28 września 2023 roku przeniósł się do innego klubu Liga I Petrolulu Ploeszti. Po rozwiązaniu kontraktu 18 stycznia 2024 roku, pozostał wolnym agentem przez ponad miesiąc, po czym 26 lutego 2024 dołączył do walczącej o awans do Ekstraklasy Wisły Kraków, na mocy umowy do końca sezonu. 

## Sukcesy

### Olympique Marsylia
- Puchar Ligi Francuskiej (1): 2012

### CFR Cluj
- Mistrzostwo Rumunii (4): 2017/18, 2018/19, 2019/20, 2021/22
- Superpuchar Rumunii (1): 2019

## Statystyki

### Klubowe
(aktualne na 27 lutego 2024, bez danych pomiędzy sezonami 2016/2017 a 2022/2023)
| Sezon   | Klub               | Kraj    | Rozgrywki | Mecze | Bramki | Rozgrywki UEFA | Mecze | Bramki |
| ------- | ------------------ | ------- | --------- | ----- | ------ | -------------- | ----- | ------ |
| 2011/12 | Olympique Marsylia | Francja | Ligue 1   | 1     | 0      | Liga Mistrzów  | 0     | 0      |
| 2012/13 | Olympique Marsylia | Francja | Ligue 1   | 1     | 0      | Liga Europy    | 0     | 0      |
| 2013/14 | AC Arles-Avignon   | Francja | Ligue 2   | 13    | 0      | –              | –     | –      |
| 2014/15 | Olympique Marsylia | Francja | Ligue 1   | 4     | 1      | –              | –     | –      |
| 2015/16 | Olympique Marsylia | Francja | Ligue 1   | 0     | 0      | Liga Europy    | 0     | 0      |
| 2023/24 | Petrolul Ploeszti  | Rumunia | Liga I    | 5     | 0      | –              | –     | –      |
| 2023/24 | Wisła Kraków       | Polska  | I liga    | 0     | 0      | –              | –     | –      |